# カルロス・モウラ・ドラード
カルロス・モウラ・ドラード（Carlos Moura Dourado、1964年8月17日 - ）はブラジル・バイーア州コヘンチナ出身のサッカー選手。ポジションはフォワード。

## 経歴
キャリアの初期にはブラジリア連邦直轄区のCRグアラ、GEチラデンテスでプレーし、チラデンテス時代の1988年と1989年にカンピオナート・ブラジリエンセ（連邦直轄区選手権）得点王となり、1988年にはクラブにとって唯一となるリーグ優勝に貢献した
。サンパウロ州のサン・ジョゼECを経て、1991年から1993年までスポルチ・レシフェに在籍して1991年のカンピオナート・ペルナンブカーノ（ペルナンブコ州選手権）得点王を獲得した。
1994年、ジャパンフットボールリーグ(JFL)に所属するセレッソ大阪でプレーし、その風貌から「浪速のアルシンド」と呼ばれた。パイサンドゥSCを経て、リオグランデ・ド・ノルテ州のアメリカFC（アメリカ-RN）で引退した。引退後もナタールに在住し、アメリカ-RNのクラブ職員、コーチとして働く。
フリーキックの名手だったジュニーニョ・ペルナンブカーノは、キャリアの最初期にスポルチでともにプレーしたモウラからフリーキックを学んだと語る。

## 日本での個人成績
| 国内大会個人成績 | 国内大会個人成績 | 国内大会個人成績 | 国内大会個人成績 | 国内大会個人成績 | 国内大会個人成績 | 国内大会個人成績 | 国内大会個人成績 | 国内大会個人成績 | 国内大会個人成績 | 国内大会個人成績 | 国内大会個人成績 |
| 年度             | クラブ           | 背番号           | リーグ           | リーグ戦         | リーグ戦         | リーグ杯         | リーグ杯         | オープン杯       | オープン杯       | 期間通算         | 期間通算         |
| 年度             | クラブ           | 背番号           | リーグ           | 出場             | 得点             | 出場             | 得点             | 出場             | 得点             | 出場             | 得点             |
| 日本             | 日本             | 日本             | 日本             | リーグ戦         | リーグ戦         | リーグ杯         | リーグ杯         | 天皇杯           | 天皇杯           | 期間通算         | 期間通算         |
| ---------------- | ---------------- | ---------------- | ---------------- | ---------------- | ---------------- | ---------------- | ---------------- | ---------------- | ---------------- | ---------------- | ---------------- |
| 1994             | C大阪            |                  | 旧JFL            |                  |                  | 1                | 0                |                  |                  |                  |                  |
| 通算             | 日本             | 日本             | 旧JFL            |                  |                  | 1                | 0                |                  |                  |                  |                  |
| 総通算           | 総通算           | 総通算           | 総通算           |                  |                  | 1                | 0                |                  |                  |                  |                  |